# Саят-Нова (фільм)
«Саят-Нова» — радянський чорно-білий музично-біографічний телефільм 1960 року, знятий режисером Кімом Арзуманяном на Єреванському телебаченні.

## Сюжет
Телефільм Про кохання та творчість великого вірменського поета пізнього середньовіччя Саят-Нова.

## У ролях
- Бабкен Нерсесян — Саят-Нова
- Гегам Арутюнян — цар Іраклій II
- Метаксія Симонян — Анна
- Олена Оганесян — цариця
- Авет Аветісян — Авет-ага
- Гурген Акопян — Амілахварі
- Артемій Айрапетян — батько Саята
- А. Гарбузян — Арутюн
- Володимир Абаджян — Вардан
- Шаум Казарян — Шаліко
- Ашот Симонян — Рашид
- Мамикон Манукян — князь Чиковані
- Овак Галоян — Давид Србазан
- Давид Погосян — Фатулла
- Георгій Елбакян — епізод
- Арсен Багратуні — епізод

## Знімальна група
- Режисер — Кім Арзуманян
- Сценарист — Г. Мурадян
- Оператор — Степан Мартиросян
- Композитор — Арам Мерангулян
- Художник — Аврорій Чифлікян